# Baotou
Baotou (en xinès包头 |t=包頭 =Bāotóu, en mongol:Бугат,  Buγutu és una ciutat industrial de Mongòlia interior, Xina La seva conurbació té 2,65 milions d'habitants (cens de 2010) pràcticament els mateixos que la capital de Mongòlia interior, Hohhot. El nom de la ciutat significa en mongol "lloc amb cérvols", i el nom alternatiu en xinès és "Lùchéng" (鹿城), que significa "Ciutat del Cérvol".

## Divisions administratives
Baotou està dividit en 10 comtats administratius, incloent 7 districtes,1 comtats i 2 bandes.
| Mapa                | #                             | Nom                 | Hanzi                         | Hanyu Pinyin | Població (estimació de 2004 .) | Superfície (km²) | Densitat (/km²) |
| ------------------- | ----------------------------- | ------------------- | ----------------------------- | ------------ | ------------------------------ | ---------------- | --------------- |
| Divisions de Baotou |                               |                     |                               |              |                                |                  |                 |
| 1                   | Kundulun, Districte           | 昆都仑区            | Kūndūlún Qū                   | 440,000      | 119                            | 3,697            |                 |
| 2                   | Donghe, Districte             | 东河区              | Dōnghé Qū                     | 380,000      | 85                             | 4,471            |                 |
| 3                   | Qingshan, Districte           | 青山区              | Qīngshān Qū                   | 310,000      | 67                             | 4,627            |                 |
| 4                   | Shiguai, Districte            | 石拐区              | Shíguǎi Qū                    | 60,000       | 619                            | 97               |                 |
| 5                   | Bayan Obo Mining, Districte   | 白云鄂博矿区        | Báiyún Èbó Kuàngqū            | 20,000       | 303                            | 66               |                 |
| 6                   | Jiuyuan, Districte            | 九原区              | Jiǔyuán Qū                    | 180,000      | 1,688                          | 107              |                 |
| 7                   | Binhe, Nou Districte          | 滨河新区            | Bīnhé Xīn Qū                  | 40,000       | 88                             | 455              |                 |
| 8                   | Guyang, Comtat                | 固阳县              | Gùyáng Xiàn                   | 210,000      | 5,021                          | 42               |                 |
| 9                   | Tumed, Banda Dreta            | 土默特右旗          | Tǔmòtè Yòu Qí                 | 350,000      | 2,368                          | 148              |                 |
| 10                  | Darhan Muminggan, Banda Unida | 达尔罕茂明安 联合旗 | Dá'ěrhǎn Màomíng'ān Liánhé Qí | 110,000      | 17,410                         | 6                |                 |

## Història
Aquesta zona estava tradicionalment habitada per nòmades principalment mongols. Va passar a ser ciutat l'any 1809. Es troba en una regió agrícola de la conca del Riu Groc. El 1931 hi arribà el ferrocarril i la ciutat començà a industrialitzar-se. El 1934 una joint venture alemanya i xinesa construí l'aeroport de Baotou.
Abans d'això per viatjar de Baotou a Lanzhou o Yinchuan, calia fer-ho en caravana de camells.
Després de la revolució comunista de 1949 Baotou va ser un centre industrial de l'acer com ho continua essent en l'actualitat.

## Geografia i clima
Baotou és a l'oest de la Mongòlia Interior on s'uneixen dues zones econòmiques: Bohai i Zona natural del Riu Groc (黄河上游资源富集区). Al nord limita amb Mongòlia i el Riu Groc hi discorre durant 214 km pel sud, L'altiplà Tumochuan (土默川平原), l'altiplà Hetao, i les Muntanyes Yin travessen l'àrea urbana.
Baotou té un clima semiàrid fred (classificació de Köppen BSk), el gener s'arriba a −15 °C i a l'estiu s'ultrapassa els 30 °C. La pluviometria anual és d'una 300 litres que cauen sobretot a l'estiu. Hi pot haver tempestes de pols.
| Dades climàtiques a Baotou (1971−2000)     | Dades climàtiques a Baotou (1971−2000) | Dades climàtiques a Baotou (1971−2000) | Dades climàtiques a Baotou (1971−2000) | Dades climàtiques a Baotou (1971−2000) | Dades climàtiques a Baotou (1971−2000) | Dades climàtiques a Baotou (1971−2000) | Dades climàtiques a Baotou (1971−2000) | Dades climàtiques a Baotou (1971−2000) | Dades climàtiques a Baotou (1971−2000) | Dades climàtiques a Baotou (1971−2000) | Dades climàtiques a Baotou (1971−2000) | Dades climàtiques a Baotou (1971−2000) | Dades climàtiques a Baotou (1971−2000) |
| Mes                                        | gen                                    | febr                                   | març                                   | abr                                    | maig                                   | juny                                   | jul                                    | ag                                     | set                                    | oct                                    | nov                                    | des                                    | anual                                  |
| ------------------------------------------ | -------------------------------------- | -------------------------------------- | -------------------------------------- | -------------------------------------- | -------------------------------------- | -------------------------------------- | -------------------------------------- | -------------------------------------- | -------------------------------------- | -------------------------------------- | -------------------------------------- | -------------------------------------- | -------------------------------------- |
| Màxima rècord °C (°F)                      | 7.4 (45.3)                             | 15.9 (60.6)                            | 20.4 (68.7)                            | 34.4 (93.9)                            | 35.9 (96.6)                            | 36.7 (98.1)                            | 39.2 (102.6)                           | 37.6 (99.7)                            | 35.0 (95)                              | 27.5 (81.5)                            | 19.3 (66.7)                            | 10.1 (50.2)                            | 39.2 (102.6)                           |
| Màxima mitjana °C (°F)                     | −4.1 (24.6)                            | 0.4 (32.7)                             | 7.6 (45.7)                             | 16.9 (62.4)                            | 23.9 (75)                              | 28.2 (82.8)                            | 29.6 (85.3)                            | 27.1 (80.8)                            | 22.1 (71.8)                            | 14.8 (58.6)                            | 5.2 (41.4)                             | −2.3 (27.9)                            | 14.12 (57.42)                          |
| Mitjana diària °C (°F)                     | −11.1 (12)                             | −6.8 (19.8)                            | 0.7 (33.3)                             | 9.5 (49.1)                             | 16.7 (62.1)                            | 21.4 (70.5)                            | 23.2 (73.8)                            | 21.0 (69.8)                            | 15.0 (59)                              | 7.3 (45.1)                             | −1.8 (28.8)                            | −9.0 (15.8)                            | 7.18 (44.92)                           |
| Mínima mitjana °C (°F)                     | −16.8 (1.8)                            | −12.7 (9.1)                            | −5.6 (21.9)                            | 2.0 (35.6)                             | 8.7 (47.7)                             | 13.6 (56.5)                            | 17.1 (62.8)                            | 15.3 (59.5)                            | 8.7 (47.7)                             | 1.3 (34.3)                             | −7.2 (19)                              | −14.3 (6.3)                            | 0.84 (33.52)                           |
| Mínima rècord °C (°F)                      | −31.4 (−24.5)                          | −28.8 (−19.8)                          | −20.4 (−4.7)                           | −10.4 (13.3)                           | −3 (27)                                | 3.2 (37.8)                             | 10.5 (50.9)                            | 4.9 (40.8)                             | −2 (28)                                | −11.8 (10.8)                           | −20.8 (−5.4)                           | −25.6 (−14.1)                          | −31.4 (−24.5)                          |
| Precipitació mitjana mm (polzades)         | 2.1 (0.083)                            | 3.8 (0.15)                             | 8.3 (0.327)                            | 8.1 (0.319)                            | 17.3 (0.681)                           | 28.0 (1.102)                           | 81.3 (3.201)                           | 87.7 (3.453)                           | 38.7 (1.524)                           | 17.1 (0.673)                           | 3.8 (0.15)                             | 1.4 (0.055)                            | 297.6 (11.718)                         |
| Mitjana de dies de precipitació (≥ 0.1 mm) | 1.4                                    | 2.2                                    | 2.9                                    | 3.0                                    | 4.7                                    | 7.0                                    | 10.5                                   | 10.7                                   | 6.9                                    | 3.8                                    | 1.7                                    | 1.5                                    | 56.3                                   |
| Font: Weather China                        |                                        |                                        |                                        |                                        |                                        |                                        |                                        |                                        |                                        |                                        |                                        |                                        |                                        |

## Economia
Les mines de Bayan Obo són la font més gran de metalls de terres rares de tot el món. El 2005, representaven el 45% de la producció total del món.

## Demografia
Grups ètnics a Baotou, segons el cens de 2000.
| Ètnia     | Població  | Percentatge |
| --------- | --------- | ----------- |
| Han       | 2.122.737 | 94,16%      |
| Mongols   | 67.209    | 2,98%       |
| ètnia hui | 36.234    | 1,61%       |
| Manxús    | 22.826    | 1,01%       |
| Coreans   | 848       | 0,04%       |